# Паунд, Дадли
Сэр Альфред Дадли Пикмэн Роджерс Паунд (англ. Sir Alfred Dudley Pickman Rogers Pound, 29 августа 1877, остров Уайт, Великобритания — 21 октября 1943, Лондон) — английский адмирал флота, Первый морской лорд в годы Второй мировой войны.

## Происхождение
Дадли Паунд родился на английском острове Уайт. Его отец был барристером, получившем образование в Итоне, а мать — американкой из Бостона. По материнской линии Паунд был потомком Дадли Ливитта Пикмэна, который в XIX веке владел одной из крупнейших торговых фирм в Сейлеме.

## Карьера на флоте
В 1891 году Дадли Паунд вступил на флот, став кадетом. Он быстро продвигался по служебной лестнице, и в 1916 году уже был командиром дредноута «Колоссус». Во время Ютландского сражения корабль под его руководством потопил два немецких крейсера, отбился от двух эсминцев и уклонился от пяти торпед.

## Между войнами
После войны Паунд стал служить по линии военно-морского планирования, и в 1922 году стал начальником Отдела планирования. Когда Роджер Кейес в конце 1920-х командовал Средиземноморским флотом, то Паунд был начальником его штаба.
С 1936 по 1939 год Дадли Паунд был главнокомандующим Средиземноморским флотом.

## Первый морской лорд
31 июля 1939 года Дадли Паунд был произведён в чин адмирала флота и назначен Первым морским лордом. Уже тогда у него было плохое здоровье, но у прочих опытных адмиралов здоровье было не лучше. Паунд страдал от болей в тазобедренных суставах, из-за чего плохо спал и часто дремал на заседаниях.
Деятельность Паунда на посту Первого морского лорда оценивается достаточно неоднозначно. Ряд адмиралов (в частности, Тови) считали указания Паунда оторванными от реальности. В то же время Паунд тесно сотрудничал с Уинстоном Черчиллем, с которым работал над стратегией ВМС. Паунду удалось добиться отмены плана Черчилля отправить в начале войны флот на Балтику.
Крупнейшим достижением Паунда на посту Первого морского лорда является перелом и в конечном счёте победа над немецкими подлодками в ходе Битвы за Атлантику. Негативно на репутации Паунда сказались большие потери арктического конвоя PQ-17 (Паунд лично отдал приказ конвою рассеяться). Неудачей Паунда считается и успех немецкой операции «Цербер».
В июле 1943 года у Паунда умерла жена. К этому время уже было ясно, что Паунд по состоянию здоровья не способен исполнять свои должностные обязанности. После второго инсульта Паунд оказался парализован и 5 октября 1943 года подал в отставку.
Паунд скончался 21 октября 1943 года от опухоли мозга. После траурной церемонии в Вестминстерском аббатстве прах Дадли Паунда и его жены был развеян над морем.

## Паунд в литературе
Дадли Паунд был выведен как отрицательный персонаж в романе В. С. Пикуля «Реквием каравану PQ-17».